# قطعنامه ۱۹۱۶ شورای امنیت
قطعنامه ۱۹۱۶ شورای امنیت سازمان ملل متحد که در تاریخ ۱۹ مارس ۲۰۱۰ تصویب شد، سندی بین‌المللی دربارهٔ جیبوتی-اریتره-سومالی است. این قطعنامه طی نشست ۶۲۸۹ام با ۱۵ رای موافق، ۰ مخالف و ۰ ممتنع تصویب شد.